# Azo od Iberije
Azo ili Azon (gruz. აზო; აზონი) bio je vladar Kartlije, u klasičnim izvorima poznate kao Iberija, za koju se u srednjovjekovnim gruzijskim kronikama tvrdi da ju je uspostavio Aleksandar Veliki, kralj Makedonije (vladao od 336. do 323. pr. Kr.)

## Srednjovjekovna tradicija
Srednjovjekovne gruzijske kronije različito donose njegovo ime i podrijetlo. Dok ga Obraćenje Kartlije naziva Azo(j) i čini ga potomkom već postojeće dinastije u Arian Kartliji, Život Kartlije ga poznaje kao Azona i bilježe ga kao stranca makedonskog porijekla. Azo i Azon neupitno predstavljaju istu figuru i oba izvora pripisuju njegov položaj Aleksandrovoj mitskoj ekspediciji u unutrašnjost Gruzije.
Prema Obraćenju Kartlije, Azo je bio sin neimenovanog kralja Arian Kartlije, kojeg je Aleksandar, zajedno sa sljedbenicima, doveo u Kartliju i postavio kao prvog kralja (mep'e, მეფე) u Mcheti nakon osvajanja ovog grada. Također je prenio kultove Gatsija i Gaima u Kartliju. Život Kartlije  tvrdi da Azon, sin Jardosa (ne spominje se u Obraćenju Kartlije), nije bio kralj, pa čak ni Gruzijac. Izvještava se da je osvojio Mchetu sa 100 000 Makedonaca ("Rimljana"). Uz to, Aleksandar je zapovjedio Azonu da štuje sedam nebeskih tijela (Sunce, Mjesec i pet "zvijezda", tj. Planeta) i da služi "nevidljivom Bogu, stvoritelju svemira". U ovoj verziji Azon je prikazan kao tiranin, kojeg je nakon toga svrgnuo i ubio Farnavaz, član lokalnog vladajućeg klana (Farnavazidi), čijeg je oca i ujaka Azon ubio.

## Suvremena interpretacija
Identifikacija Azo / Azona jedna je od najsloženijih i najspornijih enigmi rane gruzijske povijesti. Njegovo vladanje gruzijski učenjak Sergi Gorgadze uobičajeno datira u 330. – 272. godinu pr. Kr., premda ovoj kronologiji nedostaje preciznosti.
Unatoč razlikama, dvije srednjovjekovne tradicije slažu se da je kraljevstvo uspostavljeno u Mcheti u ranom helenističkom razdoblju, a to je potvrđeno u negruzijskim izvorima. Legenda o Aleksandrovom iberskom pohodu također je sačuvana u armenskoj povijesnoj tradiciji, posebno u Povijesti Armenaca Mojsija Horenacija (vjerojatno 5. stoljeće). Mojsije govori o "Mitridatu, Darijevom satrapu" (koji se može identificirati s Mitridatom I. Pontskim) kojeg je Aleksandar postavio da vlada nad Gruzinima. Profesor Giorgi Melikišvili povukao je nekoliko paralela između priča o Azonu iz gruzijske kronike i Mitridata iz armenske tradicije.
Nekoliko modernih znanstvenika vjeruje da Azoova priča neizravno sugerira migraciju ranih gruzijskih plemena na sjeverozapad i miješanje anadolskih elemenata s plemenima koja žive u samoj Kartliji. S druge strane, verzija Života Kartlije, koja anakrono naziva Makedonce "Rimljanima", mogla bi odražavati rimske aktivnosti u Iberiji, vjerojatno one iz Flavijevevskog razdoblja (69. – 96.), koje su iznenađujuće zanemarene u gruzijskim ljetopisima.
Neki moderni povjesničari također su pokušali izjednačiti Azona (imajte na umu da naziv završava u grčkom sufiksu –ου) s Jazonom iz argonautskog ciklusa. Prema rimskom povjesničaru Tacitu, Iberi su "tvrdili da su solunskog podrijetla, još iz vremena kada se Jazon, nakon što je otišao s Medejom i njihovom djecom, vratio u praznu Ejetovu palaču i narodu Kolhide koji nisu imali kralja."